# اصل بیتمن
اصل بیتمن (انگلیسی: Bateman's principle) در زیست‌شناسی فرگشتی، این است که در اکثر گونه‌ها، تنوع در موفقیت تولیدمثلی (یا واریانس تولیدمثلی) در نرها بیشتر از ماده‌ها است. اولین بار توسط آنگوس جان بیتمن (۱۹۱۹–۱۹۹۶) ژنتیک‌شناس انگلیسی مطرح شد. بیتمن پیشنهاد کرد که از آنجایی که نرها قادر به تولید میلیون‌ها سلول اسپرم با تلاش اندک هستند، در حالی که ماده‌ها سطوح بسیار بالاتری از انرژی را برای پرورش تعداد نسبتاً کمی تخمک سرمایه‌گذاری می‌کنند، ماده نقش مهم‌تری در موفقیت باروری فرزندانشان ایفا می‌کند.